# Jores Okore
Jores Okore, właśc. Tetchi Jores Charlemagne Ulrich Okore (ur. 11 sierpnia 1992 w Abidżanie) – duński piłkarz, środkowy obrońca grający w Boldklubben af 1893.

## Kariera

### Początki
Urodził się w stolicy Wybrzeża Kości Słoniowej, jednak jako dziecko wyemigrował z rodzicami do Danii. Jako junior był piłkarzem Boldklubben af 1893 (2000–2007) i FC Nordsjælland (2007–2011).

### Kariera klubowa
W 2011 zadebiutował w Superligaen w zremisowanym 0:0 spotkaniu z AC Horsens. W 2012 został wybrany przez DBU najlepszym młodzieżowym zawodnikiem. W sezonie 2011/12 zdobył w barwach FC Nordsjælland pierwszy w historii klubu tytuł mistrza Danii, natomiast w sezonie 2012/13 sięgnął po wicemistrzostwo Danii.
Latem 2013 podpisał kontrakt z angielską Aston Villą. W Premier League zadebiutował 21 sierpnia 2013 w przegranym 1:2 spotkaniu z Chelsea. 27 sierpnia 2016 został piłkarzem FC København. W sezonie 2016/17 zdobył z tym zespołem mistrzostwo oraz Puchar Danii. W lipcu 2017 przeszedł do Aalborg BK. 25 lutego 2021 został zawodnikiem chińskiego Changchun Yatai. W Chinese Super League zadebiutował 22 kwietnia 2021 w wygranym 2:1 meczu z Dalian Professional. W Changchun Yatai grał do końca 2023, potem był zawodnikiem bez klubu. 6 września 2024 podpisał kontrakt z Boldklubben af 1893.

### Kariera reprezentacyjna
Okore występował w młodzieżowych reprezentacjach Danii. W dorosłej reprezentacji zadebiutował 11 listopada 2011 w wygranym 2:0 spotkaniu towarzyskim ze Szwecją. W maju 2012 został powołany do 23 osobowej kadry na EURO 2012 przez selekcjonera Mortena Olsena, ale nie zagrał ani minuty podczas całego turnieju.